# 基納希夫卡
51°17′2″N 32°24′34″E / 51.28389°N 32.40944°E
基納希夫卡（羅馬化：Kynashivka）是烏克蘭北部的村莊，隸屬切爾尼希夫州的尼任區。該村面積2平方公里，海拔高度124米，人口1,050，人口密度每平方公里686人。